# Скакунка (приток Чика)
Скакунка — река в России, протекает в Коченёвском районе Новосибирской области. Устье реки находится в 74 км по левому берегу реки Чик. Длина реки составляет 10 км. Берега в нижнем течении круты и обрывисты. Дно илистое или глинистое. Во время весеннего половодья из реки Чик заходят чебак, окунь, щука, остающиеся в омутках и бочажках.

## Данные водного реестра
По данным государственного водного реестра России относится к Верхнеобскому бассейновому округу, водохозяйственный участок реки — Обь от Новосибирского гидроузла до впадения реки Чулым, без рек Иня и Томь, речной подбассейн реки — бассейны притоков (Верхней) Оби до впадения Томи. Речной бассейн реки — (Верхняя) Обь до впадения Иртыша.